# Stará Ves u Přerova

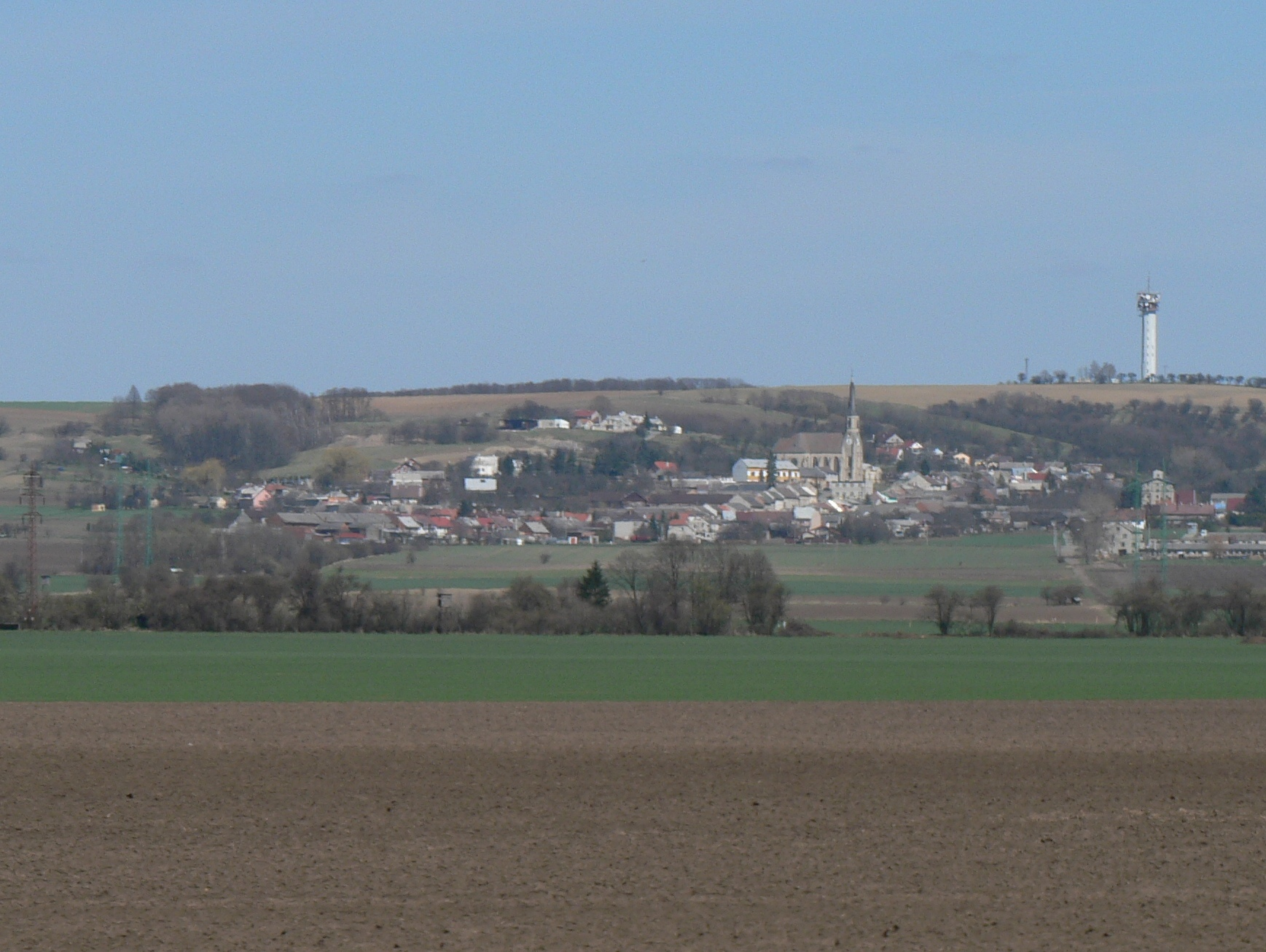
Ortsansicht von Westen

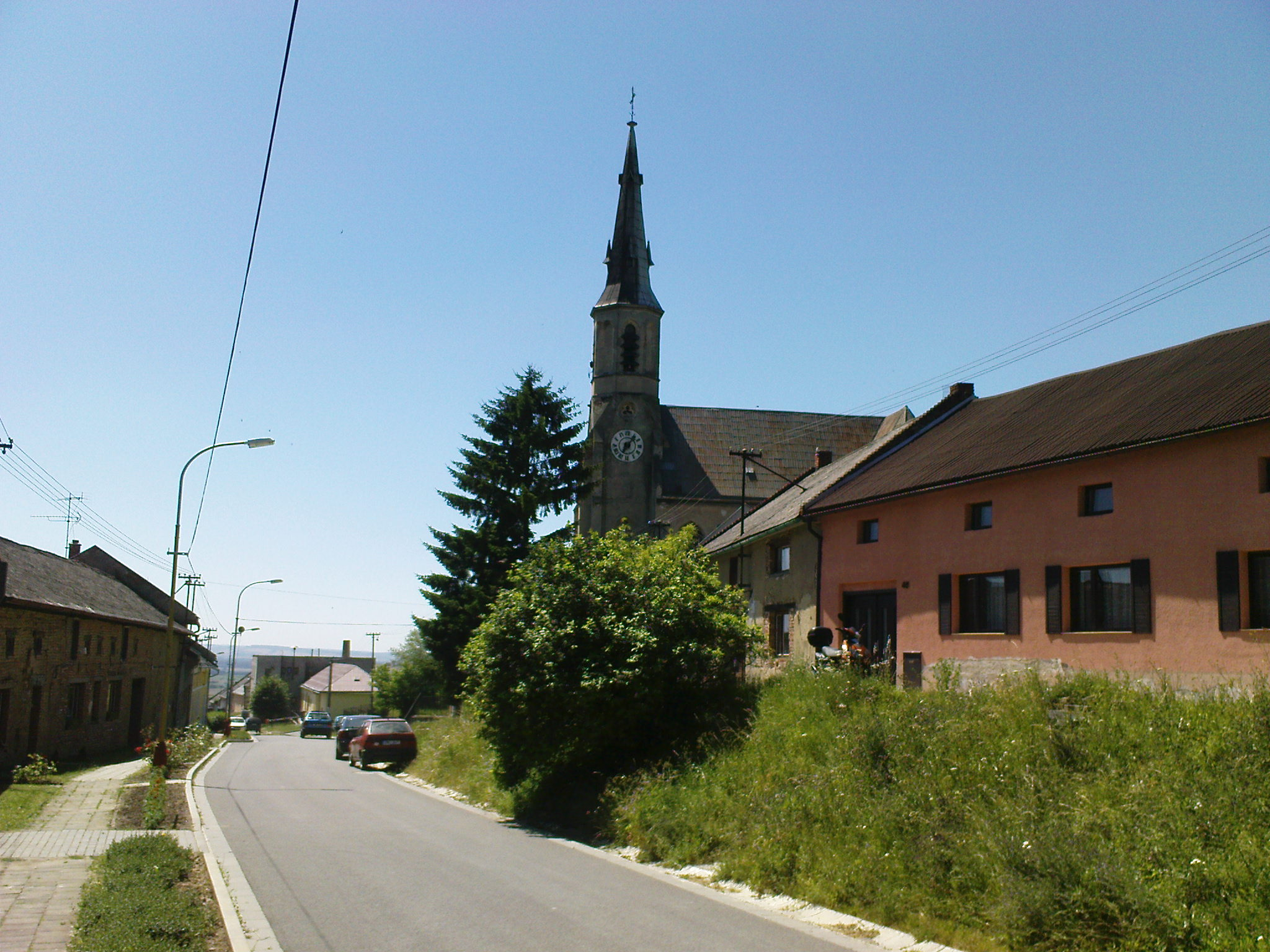
Kirche Mariä Himmelfahrt

Stará Ves (deutsch Altendorf, 1939–1945 Altersdorf) ist eine Gemeinde in Tschechien. Sie liegt acht Kilometer nordwestlich von Holešov und gehört zum Okres Přerov.

## Geographie
Stará Ves befindet sich am westlichen Fuße der Podbeskydská pahorkatina (Vorbeskidenhügelland) in der Obermährischen Senke (Hornomoravský úval). Das Dorf liegt in der Quellmulde des Baches Rumza. Nördlich erhebt sich die Robotňa (283 m), im Nordosten der Holý kopec (360 m) und östlich der Hrad (363 m). Zwei Kilometer westlich verläuft die Autobahn D 1. 
Nachbarorte sind Dobrčice und Beňov im Norden, Marianín, Líšná und Karlovice im Nordwesten, Pacetluky im Westen, Kostelec u Holešova im Südwesten, Němčice im Süden, Břest und Žalkovice im Südwesten, Říkovice im Westen sowie Vlkoš, Věžky und Přestavlky im Nordwesten. 

## Geschichte
Die erste urkundliche Erwähnung des Dorfes erfolgte 1261, als Ottokar II. Přemysl das Gut dem Olmützer Bischof Bruno von Schauenburg für seine treuen Dienste schenkte. Nach dessen Tode bildete dieser Teil ein Lehngut des Bistums Olmütz. Bis zur Mitte des 19. Jahrhunderts blieb der Ort immer den bischöflichen Gütern Kroměříž untertänig. 
Nach der Aufhebung der Patrimonialherrschaften bildete Stará Ves / Altendorf ab 1850 eine Gemeinde in der Bezirkshauptmannschaft Kremsier. Seit 1880 gehört die Gemeinde zum Bezirk Prerau. Am 8. Juli 2000 richtete ein F1-Tornado in Stará Ves beträchtliche Schäden an. Der Dorfanger wurde im Jahre 2008 durch die Firma Strabag revitalisiert. Ethnographisch gehört das Dorf zur Hanna.

## Ortsgliederung
Für die Gemeinde Stará Ves sind keine Ortsteile ausgewiesen. 

## Sehenswürdigkeiten
- Neugotische Kirche Mariä Himmelfahrt mit 60 m hohem Turm
- Holý kopec, auf dem Hügel befindet sich seit den 1960er Jahren ein markanter Richtfunkturm